# Szolem Rokeach
Szolem Rokeach znany jako Sar Sholom (ur. 1779 w Brodach, zm. 1885 w Bełzie) – pierwszy rabin w Bełzie, założyciel dynastii cadyków bełskich, stanowiącej centrum chasydyzmu galicyjskiego.

## Życiorys
Urodził się w Brodach w 1779 roku. Jego ojcem był rabin Eleazar Rokeach a matką Rivka Henna Ramraz. Po śmierci ojca, Szolem w wieku 11 lat został wysłany do brata matki, rabina Yissachara Dov Ramraz, rabina Sokala. W późniejszym czasie poślubił jego córkę Malkę. W Sokalu pozostawał pod wpływem Szlomo (Flama) rabina Sokala (znanego również jako Szlomo Lutzker) sekretarza rabina Dov Ber z Wielkiego Międzyrzecza, następcy Baala Szem Towa, założyciela chasydyzmu. Uczeń wybitnych cadyków: Jakuba Izaaka Horowitza z Lublina, Uriego ze Strzelisk, Abrahama Joszuy Heszela z Opatowa i magida Izraela Icchaka Hofsteina z Kozienic. Po objęciu urzędu rabina bełskiego (1815) skupił wokół siebie grono uczniów, tzw. joszewim, których utrzymywał. W odróżnieniu od innych szkół chasydzkich jego uczniowie mieli poświęcić się intensywnym studiom nad Talmudem.
W 1817 r. został wybrany rabinem w Bełzie. Zainicjował budowę czteropiętrowej synagogi w Bełzie, którą otwarto w 1843 roku. Miała ona 5000 miejsc.
W poglądach religijnych był bardzo radykalny, od swoich wyznawców żądał pełnego ekskluzywizmu wobec nieżydowskiego świata, w życiu codziennym nie wymagał jednak ascezy. Przypisywano mu zdolności uzdrowicielskie. W 1910 roku ukazał się zbiór dotyczących go opowieści Dower Szalom.
Skomponował kilka pieśni – większość śpiewanych do dziś przez chasydów z Bełza, w tym jedną do „Tzura Mishelo”, śpiewaną podczas trzeciego rytualnego posiłku w szabat.